# Olympische Winterspiele 2018/Skispringen
Bei den XXIII. Olympischen Winterspielen 2018 in Pyeongchang fanden drei Einzelwettkämpfe und ein Teamwettkampf im Skispringen statt. Austragungsort war der Alpensia Jumping Park. Insgesamt gab es 100 Startplätze, davon 35 im Wettbewerb der Frauen und 65 in den Wettbewerben der Männer. In den Einzelspringen hatte jedes Land maximal vier Startplätze zur Verfügung. 2014 in Sotschi waren das deutsche und das polnische Team die stärkste Nation mit je zwei Goldmedaillen.

## Bilanz

### Medaillenspiegel
| Platz | Land        | Gold | Silber | Bronze | Gesamt |
| ----- | ----------- | ---- | ------ | ------ | ------ |
| 1     | Norwegen    | 2    | 1      | 2      | 5      |
| 2     | Deutschland | 1    | 3      | –      | 4      |
| 3     | Polen       | 1    | –      | 1      | 2      |
| 4     | Japan       | –    | –      | 1      | 1      |

### Medaillengewinner
| Konkurrenz    | Gold                                                                         | Silber                                                         | Bronze                                              |
| ------------- | ---------------------------------------------------------------------------- | -------------------------------------------------------------- | --------------------------------------------------- |
| Normalschanze | Andreas Wellinger                                                            | Johann André Forfang                                           | Robert Johansson                                    |
| Großschanze   | Kamil Stoch                                                                  | Andreas Wellinger                                              | Robert Johansson                                    |
| Mannschaft    | Johann André Forfang, Robert Johansson, Andreas Stjernen, Daniel-André Tande | Richard Freitag, Karl Geiger, Stephan Leyhe, Andreas Wellinger | Stefan Hula, Maciej Kot, Dawid Kubacki, Kamil Stoch |

| Konkurrenz    | Gold         | Silber            | Bronze         |
| ------------- | ------------ | ----------------- | -------------- |
| Normalschanze | Maren Lundby | Katharina Althaus | Sara Takanashi |

## Ergebnisse Männer

### Normalschanze
Bei kalten −12 °C und starkem Aufwind wurde der Wettbewerb häufig unterbrochen und dauerte knapp drei Stunden. Die Springer mussten wegen der Bedingungen häufig lange auf ihre Startfreigabe warten und wurden währenddessen mit Decken gewärmt. Simon Ammann musste fünfmal den Startbalken wieder verlassen, bevor er die Freigabe erhielt. Nach dem ersten Durchgang führte überraschend der Pole Stefan Hula, der seinen Vorsprung von 5,9 Punkten jedoch nicht verteidigen konnte und auf Platz 5 zurückfiel. Sein als Favorit gehandelter Landsmann Kamil Stoch, Gewinner der Vierschanzentournee 2017/18 und zu diesem Zeitpunkt Weltcupführender, verpasste die Medaillenränge um 0,4 Punkte.
Im zweiten Durchgang wurde der Schanzenrekord zweimal egalisiert: Zunächst sprang Robert Johansson und später Andreas Wellinger auf eine Weite von 113,5 Meter. Wellinger sicherte sich mit diesem Sprung Gold und damit die erste deutsche Goldmedaille der Männer im Einzelspringen seit Jens Weißflog im Jahr 1994 und die erste auf der Normalschanze seit 1984. Silber und Bronze gewannen die Norweger Johann André Forfang und Robert Johansson.
| Platz | Land | Sportler             | Weiten (m)    | Punkte |
| ----- | ---- | -------------------- | ------------- | ------ |
| 1     | GER  | Andreas Wellinger    | 104,5 / 113,5 | 259,3  |
| 2     | NOR  | Johann André Forfang | 106,0 / 109,5 | 250,9  |
| 3     | NOR  | Robert Johansson     | 100,5 / 113,5 | 249,7  |
| 4     | POL  | Kamil Stoch          | 106,5 / 105,5 | 249,3  |
| 5     | POL  | Stefan Hula          | 111,0 / 105,5 | 248,8  |
| 6     | NOR  | Daniel-André Tande   | 103,5 / 111,5 | 242,3  |
| 7     | JPN  | Ryōyū Kobayashi      | 108,0 / 108,0 | 240,8  |
| 8     | GER  | Markus Eisenbichler  | 106,0 / 106,5 | 240,2  |
| 9     | GER  | Richard Freitag      | 106,0 / 102,5 | 240,0  |
| 10    | GER  | Karl Geiger          | 103,5 / 105,0 | 236,7  |

Qualifikation: 8. Februar 2018, 21:30 Uhr 

Wettkampf: 10. Februar 2018, 21:35 Uhr 

Hillsize: 109 m; K-Punkt: 98 m
57 Teilnehmer aus 19 Ländern, davon 50 in der Wertung. 

Olympiasieger 2014:  Kamil Stoch 

Weltmeister 2017:  Stefan Kraft

### Großschanze
In der Qualifikation stellte Ryōyū Kobayashi mit 143,5 Metern einen neuen Schanzenrekord auf. Der Italiener Davide Bresadola stürzte im ersten Durchgang, blieb jedoch unverletzt. Nach dem ersten Durchgang führte Kamil Stoch vor Michael Hayböck und Andreas Wellinger. Hayböck, der nach einer bis dahin aus österreichischer Sicht nicht erfolgreichen Saison überraschend den zweiten Platz belegte, konnte den Medaillenrang nicht behaupten und fiel mit einem schwächeren Sprung auf Platz 6 zurück. Nach dem zweiten Durchgang stand fest, dass Kamil Stoch Gold gewonnen hatte und somit seinen Titel der Olympischen Winterspiele 2014 von der Großschanze im Einzel verteidigen konnte. Trotz zweier kürzerer Sprünge verwies er Wellinger, der im zweiten Durchgang die Tagesbestweite von 142 Metern erzielte, auf den zweiten Rang und somit zur Silbermedaille. Wellinger hatte günstigere Windbedingungen und somit weniger Windpunkte erhalten. Robert Johansson gewann wie von der Normalschanze Bronze.
| Platz | Land | Sportler             | Weiten (m)    | Punkte |
| ----- | ---- | -------------------- | ------------- | ------ |
| 1     | POL  | Kamil Stoch          | 135,0 / 136,5 | 285,7  |
| 2     | GER  | Andreas Wellinger    | 135,5 / 142,0 | 282,3  |
| 3     | NOR  | Robert Johansson     | 137,5 / 134,5 | 275,3  |
| 4     | NOR  | Daniel-André Tande   | 131,0 / 138,0 | 273,1  |
| 5     | NOR  | Johann André Forfang | 133,0 / 134,5 | 271,6  |
| 6     | AUT  | Michael Hayböck      | 140,0 / 131,0 | 267,7  |
| 7     | GER  | Karl Geiger          | 132,0 / 137,5 | 267,6  |
| 8     | NOR  | Andreas Stjernen     | 134,5 / 131,5 | 267,3  |
| 9     | GER  | Richard Freitag      | 130,0 / 127,5 | 260,0  |
| 10    | POL  | Dawid Kubacki        | 134,5 / 126,0 | 258,0  |
| 10    | SLO  | Peter Prevc          | 134,0 / 127,5 | 258,0  |
| 10    | JPN  | Ryōyū Kobayashi      | 135,5 / 128,0 | 258,0  |

Qualifikation: 16. Februar 2018, 21:30 Uhr 

Wettkampf: 17. Februar 2018, 21:30 Uhr 

Hillsize: 142 m; K-Punkt: 125 m
57 Teilnehmer aus 19 Ländern, davon 50 in der Wertung. 

Olympiasieger 2014:  Kamil Stoch

Weltmeister 2017:  Stefan Kraft

### Mannschaftsspringen
Bereits nach dem ersten Durchgang setzten sich die mannschaftlich geschlossen starken Teams aus Norwegen (545,9 Punkte), Deutschland (543,9 Punkte) und Polen (540,9 Punkte) vom Rest des Feldes ab. Das viertplatzierte Österreich folgte mit 493,7 Punkten. Im zweiten Durchgang war es vor allem Daniel-André Tande, der mit dem weitesten Sprung des Wettbewerbs (auf 140,5 Meter) den Abstand auf die Konkurrenten aus Deutschland und Polen ausbauen konnte. Norwegen gewann Gold vor Deutschland und Polen.
| Platz | Land | Sportler                                                                  | Punkte Sprung 1 | Punkte Sprung 2 | Punkte total |
| ----- | ---- | ------------------------------------------------------------------------- | --------------- | --------------- | ------------ |
| 1     | NOR  | Daniel-André Tande Andreas Stjernen Johann André Forfang Robert Johansson | 545,9           | 552,6           | 1098,5       |
| 2     | GER  | Karl Geiger Stephan Leyhe Richard Freitag Andreas Wellinger               | 543,9           | 531,8           | 1075,7       |
| 3     | POL  | Maciej Kot Stefan Hula Dawid Kubacki Kamil Stoch                          | 540,9           | 531,5           | 1072,4       |
| 4     | AUT  | Stefan Kraft Manuel Fettner Gregor Schlierenzauer Michael Hayböck         | 493,7           | 484,7           | 978,4        |
| 5     | SLO  | Jernej Damjan Anže Semenič Tilen Bartol Peter Prevc                       | 492,4           | 475,4           | 967,8        |
| 6     | JPN  | Taku Takeuchi Daiki Itō Noriaki Kasai Ryōyū Kobayashi                     | 475,5           | 465,0           | 940,5        |
| 7     | OAR  | Alexei Romaschow Denis Kornilow Michail Nasarow Jewgeni Klimow            | 409,6           | 400,2           | 809,8        |
| 8     | FIN  | Janne Ahonen Andreas Alamommo Jarkko Määttä Antti Aalto                   | 397,5           | 392,9           | 790,4        |

Datum: 19. Februar 2018, 21:30 Uhr 

Hillsize: 142 m; K-Punkt: 125 m
12 Teams am Start, alle in der Wertung. 

Olympiasieger 2014:  Deutschland Andreas Wank, Marinus Kraus, Andreas Wellinger, Severin Freund

Weltmeister 2017:  Polen Piotr Żyła, Dawid Kubacki, Maciej Kot, Kamil Stoch

## Ergebnisse Frauen

### Normalschanze
| Platz | Land | Sportlerin             | Weiten (m)    | Punkte |
| ----- | ---- | ---------------------- | ------------- | ------ |
| 1     | NOR  | Maren Lundby           | 105,5 / 110,0 | 264,6  |
| 2     | GER  | Katharina Althaus      | 106,5 / 106,0 | 252,6  |
| 3     | JPN  | Sara Takanashi         | 103,5 / 103,5 | 243,8  |
| 4     | OAR  | Irina Awwakumowa       | 099,0 / 102,0 | 230,7  |
| 5     | GER  | Carina Vogt            | 097,0 / 101,5 | 227,9  |
| 6     | AUT  | Daniela Iraschko-Stolz | 101,5 / 099,0 | 225,9  |
| 7     | SLO  | Nika Križnar           | 101,0 / 104,0 | 223,2  |
| 8     | GER  | Ramona Straub          | 098,5 / 098,5 | 210,5  |
| 9     | JPN  | Yūki Itō               | 094,0 / 093,0 | 203,9  |
| 10    | GER  | Juliane Seyfarth       | 102,5 / 090,0 | 194,3  |

Datum: 12. Februar 2018, 21:50 Uhr 

Hillsize: 109 m; K-Punkt: 98 m
35 Teilnehmerinnen aus 14 Ländern, alle in der Wertung. 

Olympiasiegerin 2014:  Carina Vogt 

Weltmeisterin 2017:  Carina Vogt